# Sérénade (film, 1956)
Pour les articles homonymes, voir Sérénade.
Pour plus de détails, voir Fiche technique et Distribution.
Sérénade (Serenade) est un film musical américain réalisé par Anthony Mann, sorti en 1956.

## Synopsis
Damon Vincente, un Italo-américain avec une belle voix de ténor, quitte le ramassage du raisin dans les vignobles californiens pour passer une audition au restaurant Lardelli, à San Francisco, où plusieurs ténors connus ont débuté. Il y rencontre Kendall Hale, une riche et belle héritière...

## Fiche technique
- Titre français : Sérénade[1]
- Titre original : Serenade
- Réalisation : Anthony Mann
- Scénario : Ivan Goff, Ben Roberts, John Twist, d'après le roman homonyme de James M. Cain
- Direction artistique : Edward Carrere
- Décors : William Wallace
- Costumes : Howard Shoup
- Photographie : J. Peverell Marley
- Son : Robert B. Lee, Dolph Thomas
- Montage : William Ziegler
- Musique originale : Nicholas Brodszky
- Production : Henry Blanke
- Société de production : Warner Bros.
- Société de distribution : Warner Bros.
- Pays de production :  États-Unis
- Langue originale : anglais
- Format : couleur (Warnercolor) — 35 mm — 1,66:1 — son Mono (RCA Sound System)
- Genre : Drame, romance et film musical
- Durée : 121 minutes
- Dates de sortie :
  - États-Unis : 23 mars 1956
  - France : 3 mai 1957
- Affiche : Jean Mascii (France)

## Distribution
- Mario Lanza : Damon Vincenti
- Joan Fontaine : Kendall Hale
- Sarita Montiel : Juana Montès
- Vincent Price : Charles Winthrop
- Joseph Calleia : Le professeur Marcatello
- Harry Bellaver : Tonio
- Frank Puglia : Manuel Montès
- Vince Edwards : Marco Roselli
- Stephen Bekassy : Russell Hanson

## Bande originale
- "Serenade" et "My Destiny" : musique de Nicholas Brodszky, paroles de Sammy Cahn
- "Torna a Surriento", paroles et musique d'Ernesto de Curtis
- "Ave Maria" de Franz Schubert
- "Lamenti di Frederico", extrait de l'opéra L'Arlesiana de Francesco Cilea, livret de Leopoldo Marenco
- la prière de l'Acte 3, scène 4, et "Dio Ti Giocondi", extraits de l'opéra Otello de Giuseppe Verdi, livret d'Arrigo Boito
- "Di Quella Pira", extrait de l'opéra Il Trovatore de Giuseppe Verdi, livret de Salvadore Cammarano
- aria extraite de l'opéra Der Rosenkavalier de Richard Strauss, livret de Hugo von Hofmannsthal
- "O Paradiso", extrait de l'opéra L'Africaine de Giacomo Meyerbeer, livret d'Eugène Scribe
- "Nessun Dorma", extrait de l'opéra Turandot de Giacomo Puccini, livret de Giuseppe Adami et Renato Simoni
- "O Soave Fanciulla", extrait de l'opéra La Bohème de Giacomo Puccini, livret de Giuseppe Giacosa et Luigi Illica
- "Amor Ti Vieta", extrait de l'opéra Fedora d'Umberto Giordano, livret d'Arturo Colautti
- "Il Mio Tesoro", extrait de l'opéra Don Giovanni de Wolfgang Amadeus Mozart, livret de Lorenzo Da Ponte